# Harry Rosenquist
Nils Olle Harry Rosenquist, född 7 augusti 1917 i Nosaby socken i Kristianstads län, död 30 maj 2012 i Strömstad,  Västra Götalands län,  var en svensk målare och tecknare.
Rosenquist var son till lantbrukaren Christian Rosenqvist och Agda Persson och från 1943 gift med Lillemor Olesen. Rosenquist studerade vid Högre konstindustriella skolan i Stockholm 1937–1941, samt konstvetenskap vid Göteborgs universitet och under studieresor till Frankrike. Han medverkade ett flertal gånger i Nationalmuseums utställning Unga tecknare och i Decemberutställningarna på Göteborgs konsthall samt med Helsingborgs konstförening på Vikingsberg och utställningar arrangerade av Skånes konstförening. Separat ställde han bland annat ut på  Galleri S:t Nikolaus i Stockholm, Galleri Clemens i Lund och Kulturhuset i Randers, Danmark. Hans konst består av porträtt, stilleben, stadsmotiv och landskap utförda i olja eller akvarell. Som illustratör illustrerade han bland annat Våra bästa recept utan ägg och mjölk. Rosenquist finns representerad vid Moderna museet, Malmöhus landsting, Göteborgs stad, Statens konstråd. Lerums kulturnämnd, Strömstads kommun, Härryda kommun och Folkets Hus i Göteborg.